# 岡野雅夫
岡野 雅夫（おかの まさお、1953年4月25日 - ）は、京都府宮津市出身の日本の実業家。大阪サッカークラブ株式会社（セレッソ大阪）元代表取締役社長。Jリーグ理事。

## 略歴
大阪府立天王寺高等学校、早稲田大学卒業。1978年3月、ヤンマーディーゼル株式会社入社。ヤンマードリームエージェンシー取締役社長、ヤンマーエネルギーシステム支店長、ヤンマー本社ブランドマネジメント部長を歴任。2012年1月に大阪サッカークラブ株式会社代表取締役社長に就任。

## 大物獲りの方針
13年3月にJリーグ理事に就任した岡野は、近年のリーグ問題点であったスポンサー離れや視聴率低迷の解決策として打ち出された「2ステージ制及びプレーオフの復活」に懐疑的であった。同じく別の解決策が必要と感じていたジェイリーグエンタープライズ・佐々木一樹社長は13年夏、閉塞感を打破するには「試合を見に行ってみようという気にさせる選手を呼ぶべきだ」と考え、大物外国人獲得に動くようJリーグ各クラブの社長に呼びかける。岡野はその当時セレッソで活躍していた柿谷曜一朗・山口蛍といった若手選手たちについて、このまま海外に移籍しても通用しない、プロの心を備えるよう手本になる世界的な選手が必要と感じていて、佐々木の呼びかけに唯一賛同する。
当初はアトレチコ・ミネイロ所属のロナウジーニョやレアル・マドリード所属のカカなど複数の選手と交渉したが断念。13年8月、日本対ウルグアイの親善試合を観戦した岡野はヴィラ＝レアル所属時代からファンであったフォルランが2ゴールする活躍を目の当たりにし、日本のトップDFである吉田麻也と今野泰幸を相手に圧倒したフォルランなら、1人で簡単に点を取れる。また、当時セレッソに所属していた柿谷をスアレスに見立てて、パートナーはフォルランが最高 と判断。こうして交渉相手をフォルラン一本に定める。
情報漏れを防ぐために、フォルラン獲得計画は所属するヤンマーの山岡健人社長にのみ明かし、クラブ内では強化部にも「絶対に力になるCFを呼んでくる」と話すにとどめている（ただし日本経済新聞によれば、2、3人は動きを把握していたという）。獲得に先駆けて、費用捻出のためレヴィー・クルピ監督他、元ブラジル代表シンプリシオ含む外国人スタッフ・選手の契約を解除し約5億円を捻出。フォルラン獲得には既にブラジルのボタフォゴほか多くのクラブが動いており、それら競合クラブと対抗するために好条件を提示する必要があった。当時フォルランの所属していたSCインテルナシオナルは給料未払い問題を抱えていた。そこに注目し、契約期間が残っているため本来なら必要となる移籍金を、未払い問題を不問にする代わりに移籍金もゼロにする。そうすれば移籍金として用意した金額を上乗せして、フォルランの代理人やフォルラン自身が得る年俸を他の交渉相手より高額にするという条件を提示。高額年俸のフォルランを放出したいインテルナシオナル側はこの条件をのみ、14年1月22日にはフォルラン自身がTwitterでセレッソと契約したことを発表。

## 2014年のセレッソ主導
Jリーグのチームと対戦の多い韓国・Kリーグや中国・超級リーグのチームを見てもいいブラジル人は少ない と感じていた岡野は、先述のようにクルピを含めたチーム内のブラジル人を一気に契約解除し、まずはセレッソで長年続いていたブラジル路線を変更。そして自らが選手補強や監督人事を主導。売り込みにきたランコ・ポポヴィッチを13年12月に監督として登用。更に14年6月、約3年間監督指揮経験のなかったマルコ・ペッツァイオリをポポヴィッチの後任監督として登用。8月には元ドイツ代表のカカウを、勝矢寿延強化部長を通さず独断で獲得 している。
フォルラン獲得に沸くマスコミはセレッソを14年のリーグ注目チームとして取りあげ、評論家も順位予想では揃って上位に挙げた。シーズン序盤は大物選手効果が発揮され、平均入場者数はリーグ最多の2万8839人を記録するなど、観客動員・チーム成績ともに好調であったが、ACLではラウンド16で前年度アジアチャンピオン広州恒大を相手にトータルスコア2-5で敗退。リーグ戦でも、第5節の2位をピークに順位を右肩下がりに落とし、第18節には降格圏の16位まで転落。この時期にカカウを獲得して事態改善を図る。カカウは12試合で5得点、90分平均得点では0.7353とリーグ2位の活躍を見せるも、チームは好転せずJ2降格が現実味を帯びる。
11月21日、第32節の仙台戦前日に、今季かぎりの社長職辞任を発表。その時点での後任は未定。歴代のセレッソ社長の中でも4年の任期途中で辞任するのは初の事例となる。翌日には試合が行われる仙台で報道陣に対応。今後は拡大路線を継続できないであろうから、翌年は違う体制で違うステージを運営することが望ましい、と辞任理由を説明。突然の発表は成績不振が理由なのかという記者の質問には「シーズンが終わってからだと、結果がすべてのようになってしまうから」と引責辞任を否定。自身が行ってきたチーム編成については「フォルランをどう生かすかというきちんとした議論をクラブ内でしなかったという反省がある」と述べている。
発表当時のチーム状況は17位で、セレッソが仙台に負けて15位の清水が勝つと翌日に降格決定の可能性があった。実際にはセレッソが仙台と引き分けたため、第32節の降格決定はかろうじて免れる。しかし、翌週の第33節にセレッソは鹿島に敗れてJ2降格が決定。

## 人物
- 好きな言葉は「笑顔に勝る化粧なし」
- 選手補強についてはデータや統計に頼らず感覚を重視している[11]。
- 天王寺高校時代はサッカー部に所属し、2年生時に主将を務めている。
- 浪人時代、暇であることを先輩に見透かされてサッカー部に連れて行かれ、OBコーチとして練習を指導。その際、練習のレベルについて当時高校1年生の岡田武史と口論になる。それ以来顔見知りとなり、岡田が早稲田大学を受験する際には、受験日前日に岡野の家に泊めてほしいという連絡を受けている[12]。